# Eriocaulon pallescens
Eriocaulon pallescens är en gräsväxtart som först beskrevs av Takenoshin Nakai, och fick sitt nu gällande namn av Yoshisuke Satake. Eriocaulon pallescens ingår i släktet Eriocaulon och familjen Eriocaulaceae. Inga underarter finns listade i Catalogue of Life.